# Gran Vernel
Il Gran Vernel (3.210 m s.l.m.) è una vetta della Marmolada nelle Dolomiti. Si trova in provincia di Trento (Trentino-Alto Adige). Dalla Val di Fassa la montagna assume una forma particolarmente slanciata. Si può salire sulla vetta partendo dal passo Fedaia e superando difficoltà fino al terzo grado.